# Jennifer Lozano
Jennifer Lozano, född 24 november 2002 i Laredo, Texas, är en amerikansk boxare.

## Karriär
Lozano tog silver vid Panamerikanska spelen 2023 i 50-kiloklassen. Hon är kvalificerad till OS 2024.